# Fédération suisse de inline hockey
La Fédération suisse de inline hockey est une association gouvernant le déroulement du inline skater hockey en Suisse.

## Membre de la Fédération internationale
9 pays sont membres : Suisse, Allemagne, Danemark, Grande-Bretagne, Pays-Bas, Autriche, Pologne, Russie, Israël, Canada

## Compétitions
- Championnats actifs hommes (LNA, LNB, 1re ligue, 2e ligue), femmes (LNA) et jeunes (juniors, novices, minis)
- Coupe de Suisse actifs hommes et jeunes